# Cantó de Cornon d'Auvernha
El cantó de Cornon d'Auvernha és un cantó francès del departament del Puèi Domat, situat al districte de Clarmont d'Alvèrnia. Compta amb el municipi de Cornon d'Auvernha.

## Municipis
- Cornon d'Auvernha

## Història
| Data d'elecció                           | Identitat           | Partit | Qualitat |
| ---------------------------------------- | ------------------- | ------ | -------- |
| 1982-1992                                | Jean Chaleteix      | UDF    |          |
| 1992-1998                                | Catherine Guy-Quint | PS     |          |
| 1998-                                    | Bertrand Pasciuto   | PS     |          |
| les dades anteriors no són pas conegudes |                     |        |          |
|                                          |                     |        |          |

## Demografia
| 1962  | 1968  | 1975   | 1982   | 1990   | 1999   | 2007   |
| ----- | ----- | ------ | ------ | ------ | ------ | ------ |
| 3.135 | 5.587 | 12.583 | 16.949 | 19.156 | 18.866 | 18.501 |